# Гамбург-Штелінген
Штелінген (нім. Stellingen) — з 1951 року частина району Аймсбюттель вільного та ганзейського міста Гамбург. До складу Штелінгену також входить Лангенфельде.